# Mauve alcée
Malva alcea
Espèce
Classification phylogénétique
Statut de conservation UICN

 LC  : Préoccupation mineure
La Mauve alcée (Malva alcea L.) est une plante herbacée vivace de la famille des Malvacées.

## Description

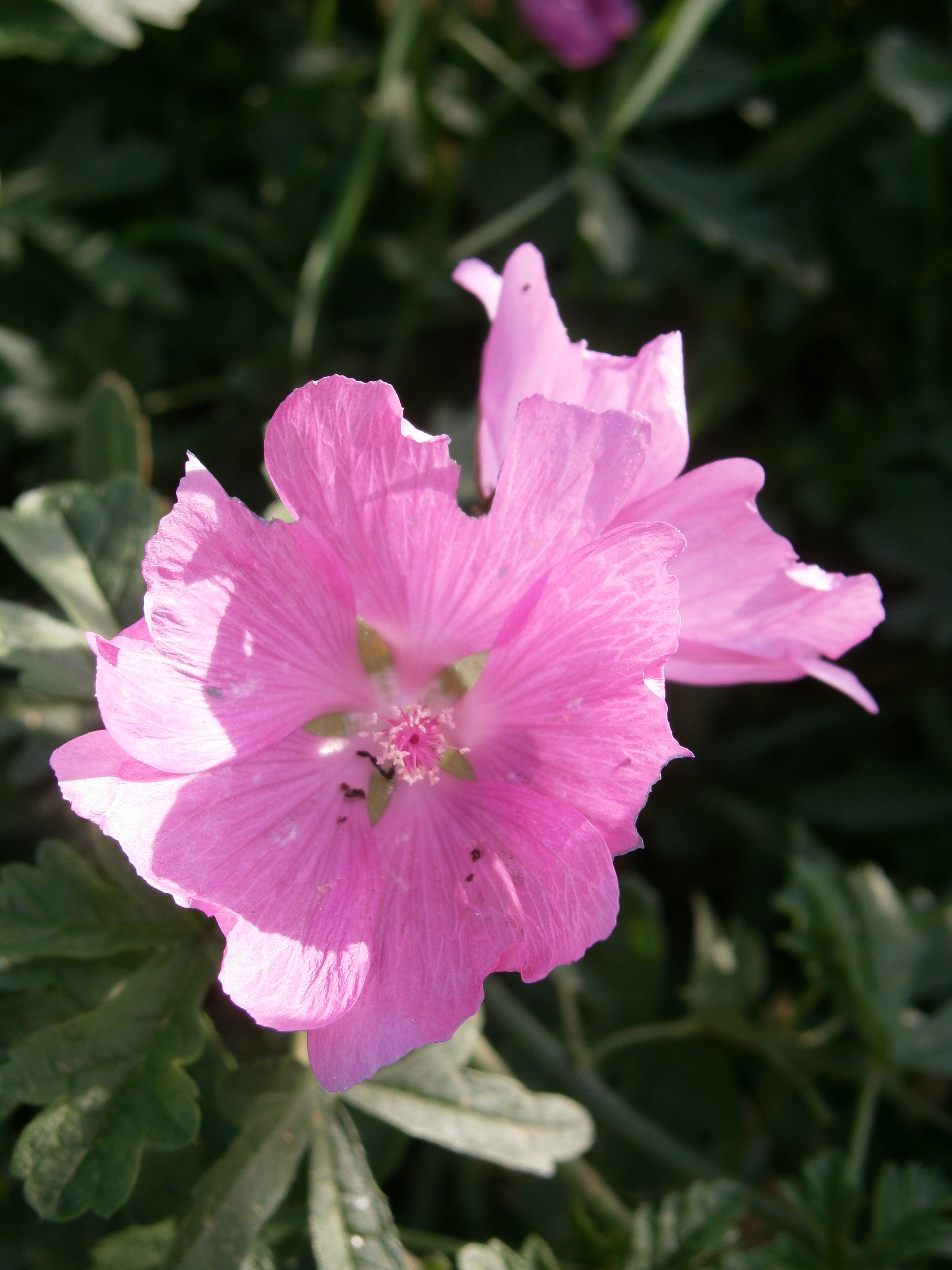
Mauve alcée

Plante vivace couverte de poils étoilés, de taille moyenne à assez grande (plus de 1 m parfois). Les tiges sont munies de feuilles arrondies à cordiformes, palmatilobées possédant 5 lobes dentés moins pointus que Malva moschata. Il existe un fort polymorphisme foliaire : les feuilles bractéales inférieures ont des lobes moins prononcés, les supérieures sont en général profondément découpées, avec des lobes étroits, souvent pennatifides. L'inflorescence est composée de fleurs isolées à l'aisselle des bractées supérieures. Les grandes fleurs (35 - 60 mm) rose vif qui s'épanouissent de juin à octobre n'ont pas l'odeur musquée caractéristique de Malva moschata. Elles ont un calicule formé de trois pièces libres ovales très peu velues sur le dos. Leurs pétales varient autour du mauve (roses, lilas, violacés) et bleuissent à la dessiccation. Les carpelles généralement glabres, parfois un peu velus, ridés, noircissent à maturité. Le fruit schizocarpe est formé d'un verticille de 10 à 16 akènes (disposés en tranches d'orange, à poils épars sur le sommet ou parfois glabres) à peine ridés.

## Habitat
Malva alcea L. se rencontre sur les hauts de berges, dans les haies, les friches ouvertes, les prés à proximité des lieux habités et des chemins (sur substrats légèrement enrichis en nutriments) depuis l'étage inférieur jusqu'à l'étage subalpin au nord et à l'est de la chaîne pyrénéenne, en sol de préférence calcaire. Elle s'hybride parfois avec Malva moschata.

## Statuts de protection, menaces
L'espèce n'est pas encore évaluée à l'échelle mondiale et européenne par l'UICN. En France elle est classée comme non préoccupante . Toutefois l'espèce est considérée en danger-critique (CR) en Nord-Pas-de-Calais ; comme vulnérable (VU) en Corse, Limousin, Picardie ; quasi menacée (NT), proche du seuil des espèces menacées ou qui pourraient l'être si des mesures de conservation spécifiques n'étaient pas prises, en Poitou-Charentes.

## Galerie de photos

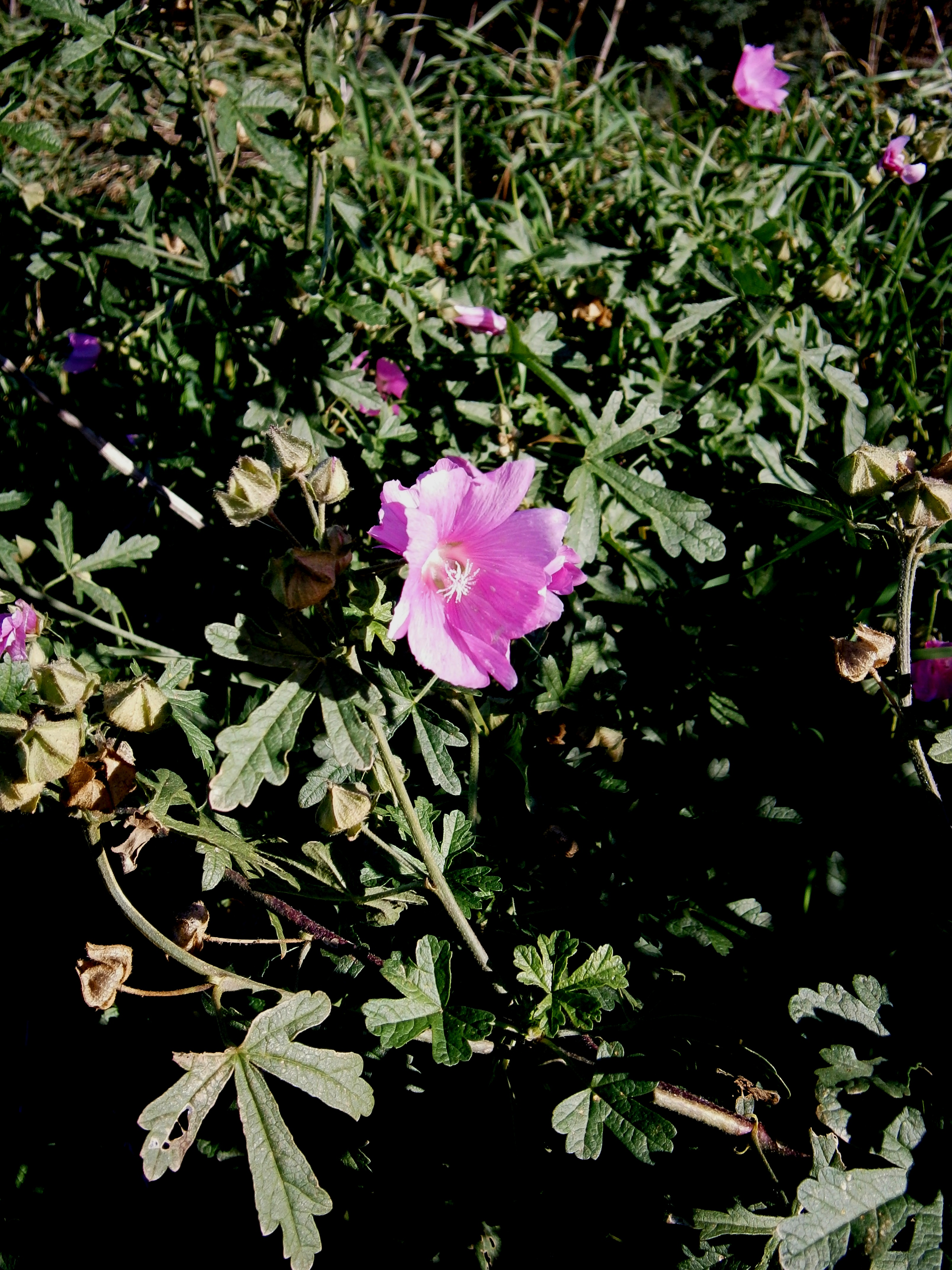
Plante entière
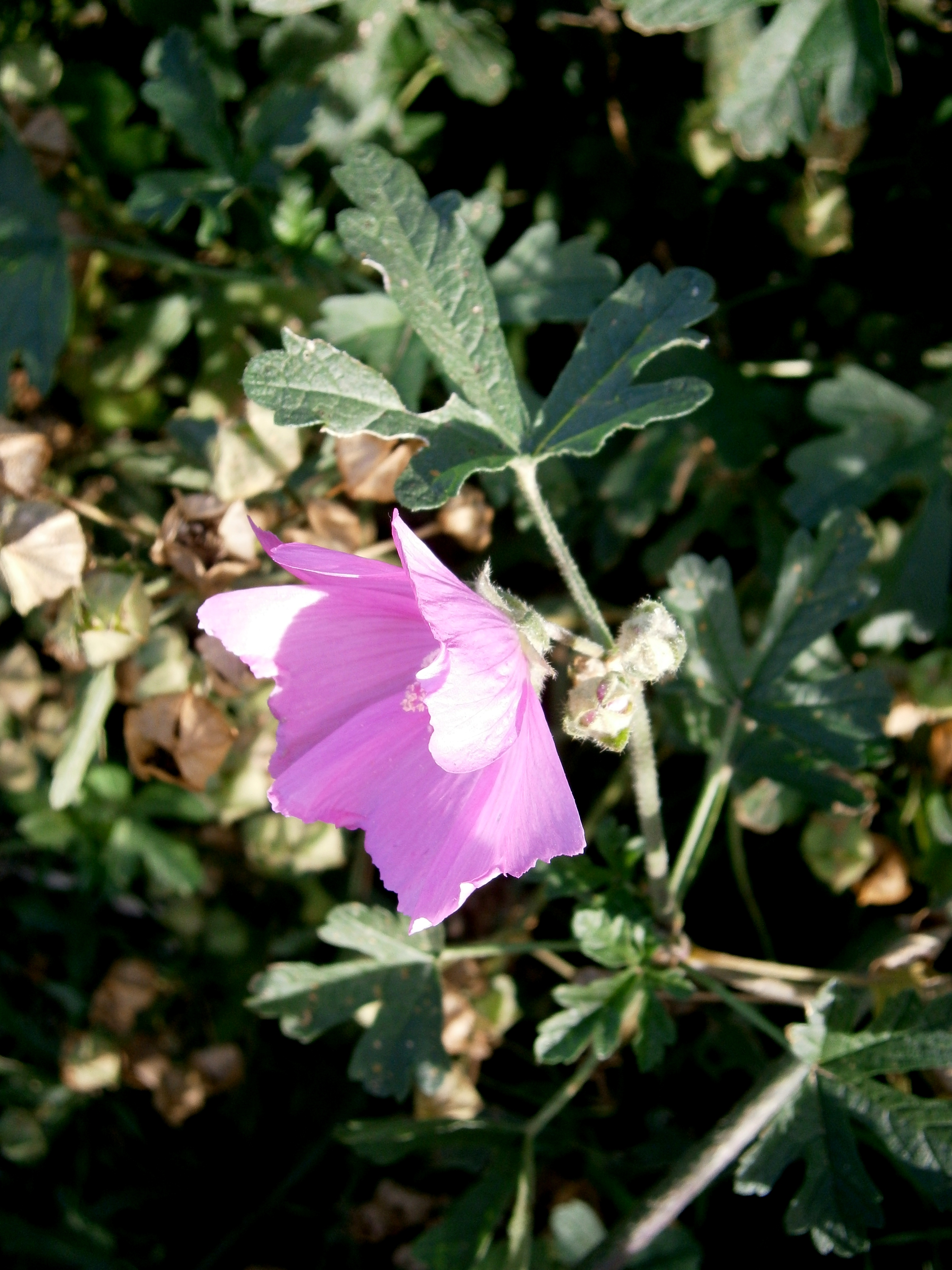
Fleur et feuilles supérieures
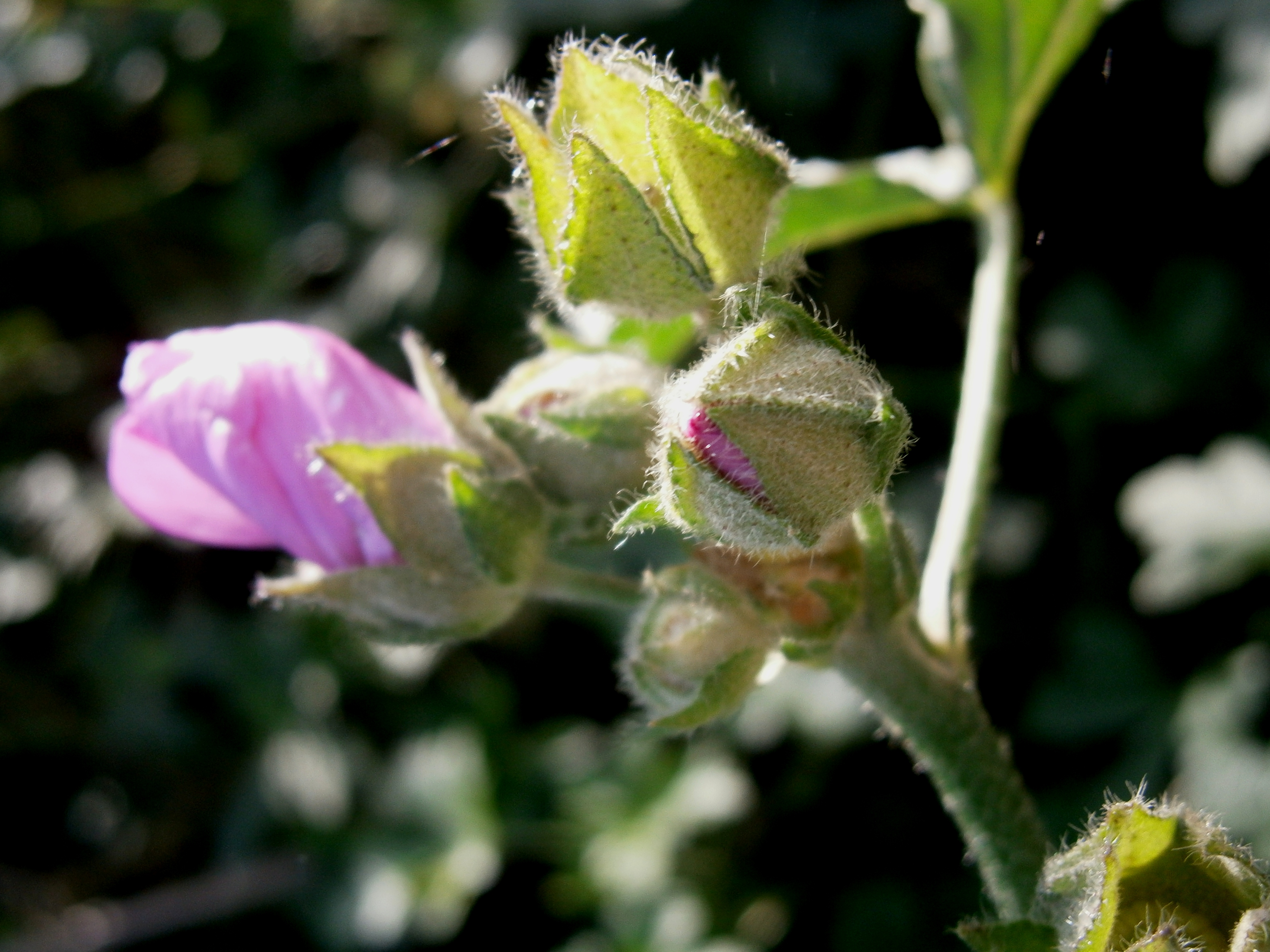
Vue latérale de la fleur montrant le calicule